# Equipació del Club Universitario de Deportes
L'equipació del Club Universitario de Deportes és la utilitzada pels seus jugadors i jugadores a les competicions. Els colors del club són crema amb granat a la samarreta i pantalons, els mitjons són de color negre.

## Cronologia

### Primera
| 1924-1928 | 1933-1956 | 1972-2001 | 2001   | · 2002 | · 2003 | · 2004 | · 2005 |
| · 2006    | · 2007    | · 2008    | · 2009 | · 2010 | · 2011 | · 2012 | · 2013 |
| · 2014    | · 2015    | · 2016    | · 2017 | · 2018 | · 2019 | · 2020 | · 2021 |
| · 2022    | · 2023    |           |        |        |        |        |        |

### Segona
| 2001   | · 2002 | · 2003-2004 | · 2005-2006 | · 2007-2008 | · 2009 | · 2010 | · 2011 |
| · 2012 | · 2013 | · 2014      | · 2015      | · 2016      | · 2017 | · 2018 | · 2019 |
| · 2020 | · 2021 | · 2022      |             |             |        |        |        |

### Tercera
| · 2016 | · 2017 | · 2018 | · 2019 | · 2020 | · 2021 |